# Youssoufia (Tissemsilt)
Pour les articles homonymes, voir Youssoufia.
Youssoufia (anciennement Oued Gherga) est une commune de la wilaya de Tissemsilt en Algérie.

## Histoire
Jusqu'en 1989, la commune de Youssoufia s'appelait Oued Gherga.